# Imperial (Spiel)
Imperial ist ein 2006 beim PD-Verlag in Kooperation mit eggertspiele erschienenes Strategiespiel von Walther "Mac" Gerdts für 2 bis 6 Spieler. Die Illustrationen stammen von Matthias Catrein.

## Beschreibung
Jeder Spieler übernimmt die Rolle eines Investors, der über Kreditvergabe an die 6 Großmächte Deutschland, Frankreich, Großbritannien, Italien, Österreich und Russland deren Politik zu Beginn des 20. Jahrhunderts zu bestimmen versucht. Der Spieler, der einem Land die höchste Kreditsumme gewährt, entscheidet ob das Land in Rüstungs-Fabriken und deren Produktion investiert, seine Schiffe und Kanonen in andere Länder und Machtbereiche bewegt, Steuern einzieht oder die Zinsen für die Kredite zurückzahlt, mit denen die Spieler dann neue Kredite ausgeben. Bei jeder Steuereinnahme rücken die Länder auf einer Zählleiste vor, erreicht ein Land den Maximalwert von 25 Punkten endet das Spiel und der Zinsbetrag der Kredite wird mit einem Faktor auf der Zählleiste multipliziert. Wer zusammen mit dem noch vorhandenen Bargeld den höchsten Wert erreicht, hat das Spiel gewonnen. Steuern werden für Fabriken und besetzte Länder und Meere erhoben.
Welche Aktion der einzelne Staat durchführt entscheidet sich durch die Position seines Spielsteins auf dem Rondell, das in verschiedene Abschnitte unterteilt ist. Jeder Spielstein darf kostenlos um 3 Abschnitte weiterbewegt werden, jeder weitere Abschnitt muss mit 2 Mio. an die Bank bezahlt werden. Dieses Element wurde abgewandelt aus dem Spiel Antike von Mac Gerdts übernommen, das 2005 im gleichen Verlag erschien, und wird auch im Spiel Hamburgum eingesetzt.

## Auszeichnungen
- 2007: 7. Platz beim Deutschen Spielepreis 2007
- 2007: Empfehlungsliste zum Spiel des Jahres
- 2007: nominiert für den International Gamers Award 2007[1]
- 2007: Portugiesischer Spielepreis[2]

## Übersetzungen
- Englisch: Rio Grande Games